# آزمایشگاه ملی آیداهو
آزمایشگاه ملی آیداهو (به انگلیسی: Idaho National Laboratory) مشهور به (INL) یک مرکز علمی فدرال در ایالت آیداهو آمریکا است.